# パルナッソス (マンテーニャ)
『パルナッソス』（仏: Le Parnasse、英: Parnassus）は、初期イタリア・ルネサンス絵画の巨匠アンドレア・マンテーニャが1497年にキャンバス上にテンペラで制作した絵画である。 
描かれているのは、太陽神アポローンが祀られ、学芸の女神ミューズたちの住むパルナッソス山である。作品の解釈には様々なものがあるが、マントヴァ公フランチェスコ2世・ゴンザーガと妻イザベラ・デステの統合を讃える寓意であると想定され、当時の人文主義の性格をよく伝えている。作品はパリのルーヴル美術館に所蔵されている。

## 歴史
マンテーニャは、フォルノーヴォの戦いにおけるフランチェスコ2世・ゴンザーガの勝利を記念して『勝利の聖母』(ルーヴル美術館) を制作した。その後、フランチェスコの妻イザベラ・デステは、ドゥカーレ宮殿にあるサン・ジョルジョ城内の自身のストゥディオーロ (居室) を装飾するようマンテーニャ、ピエトロ・ペルジーノ、ロレンツォ・コスタに依頼した。ここのすべての絵画は、イザベラとその文学上の助言者たちが考えた厳密なプログラムに沿って考案されることになったが、そのプログラムの中で北イタリアで最も尊敬されていた画家マンテーニャは最高位を与えられることになった。
『パルナッソス』は、このストゥディオーロ のためにマンテーニャが制作した最初の絵画である。この作品のためにマンテーニャが使用した絵具が1497年に発送されたことが記録されている。また、フェラーラにいたイザベラ宛ての手紙もあり、彼女がマントヴァに戻った時には、絵画は完成しているだろうと伝えている。
作品の主題は、マントヴァの宮廷詩人パリーデ・ダ・チェレザーラ (Paride da Ceresara) により提案された。マンテーニャが1506年に死んだ後、作品は当時一般的になっていた油彩技法で部分的に描きなおされている。この補筆はおそらくロレンツォ・レオンブルーノ (Lorenzo Leonbruno) によるもので、ミューズたち、アポローン、ウェヌスの頭部、そして風景に対してなされた。
本作は、ストゥディオーロのほかの4作品とともに1627年に大公カルロ1世・ゴンザーガ＝ネヴェルスからリシュリュー枢機卿に贈られ、ルイ14世 (フランス王) のコレクションに入った。後に、作品はルーヴル美術館に収蔵された。

## 作品

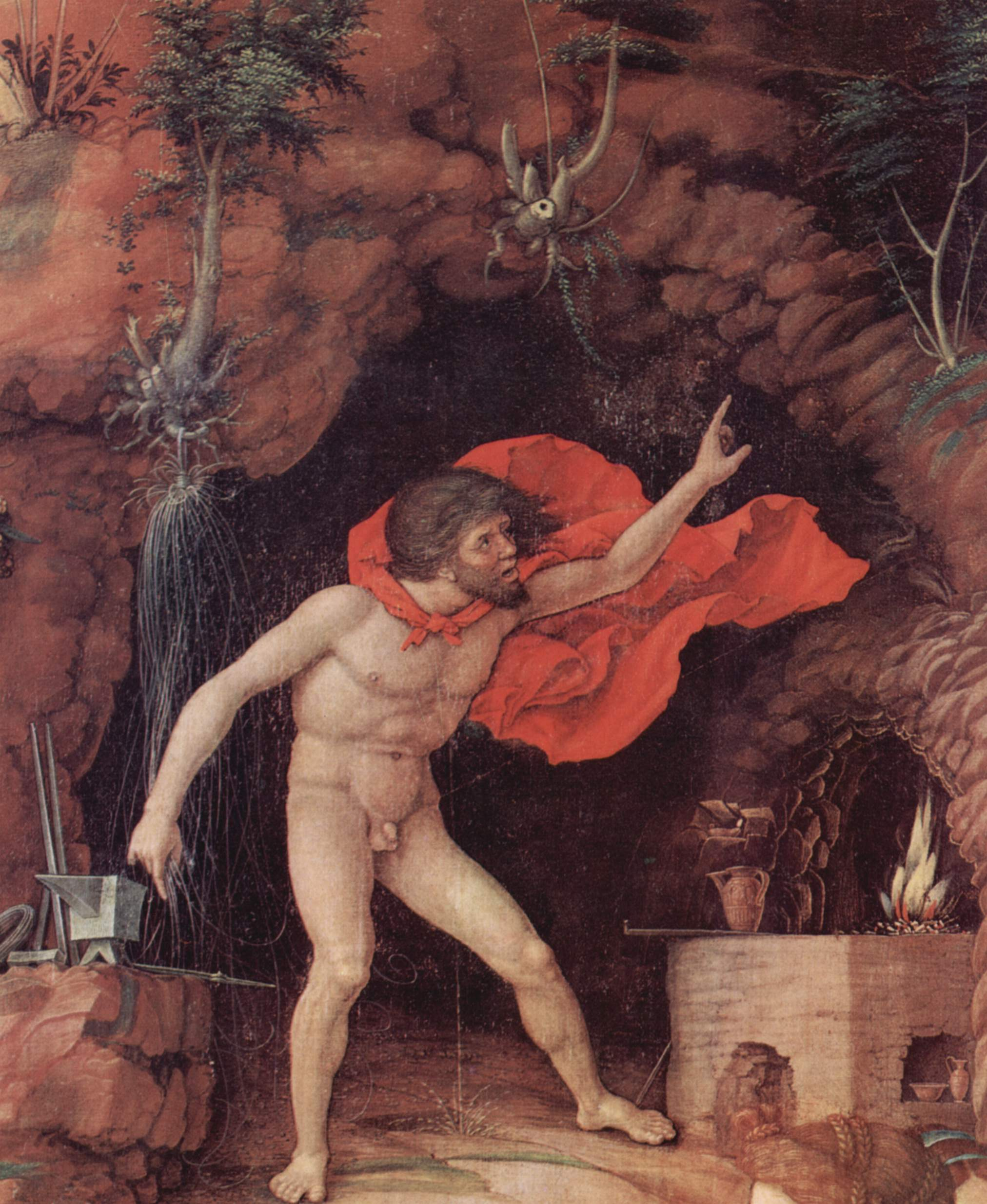
ウルカヌス (部分)

絵画の正確な意味は明らかにされていない。伝統的な解釈は、15世紀のバッティスタ・フィエーラ (Battista Fiera) の詩にもとづいているというものである。その詩では、絵画はパルナッソス山を表し、イザベラ・デステをウェヌス、その夫フランチェスコ2世・ゴンザーガをマールスとする寓意であるとみなしている。本来、パルナッソス山はアポローンとミューズに捧げられた地であるが、絵画の中心人物はウェヌスとマールスである。
2人の神ウェヌスとマールスは、象徴的なベッドの前にあるアーチ型の岩の上に表されている。左側のマールスの背後の木々は多くの果実があるが、右側のウェヌスの背後の木には1つしかない。それは受精を象徴しているものである。ウェヌスの姿勢は古代ギリシアローマ彫刻を拠りどころとしている。2人は、官能的な愛に対して天上の愛を象徴するアンテロースに伴われている。アンテロースは弓と吹き矢を持っており、吹き矢の狙いを洞窟の鍛冶場にいるウェヌスの夫ウルカヌスの生殖器に定めている。妻であるウェヌスの不倫に怒っているウルカヌスの背後にはブドウがあるが、それは酔っ払いの不摂生の象徴である。

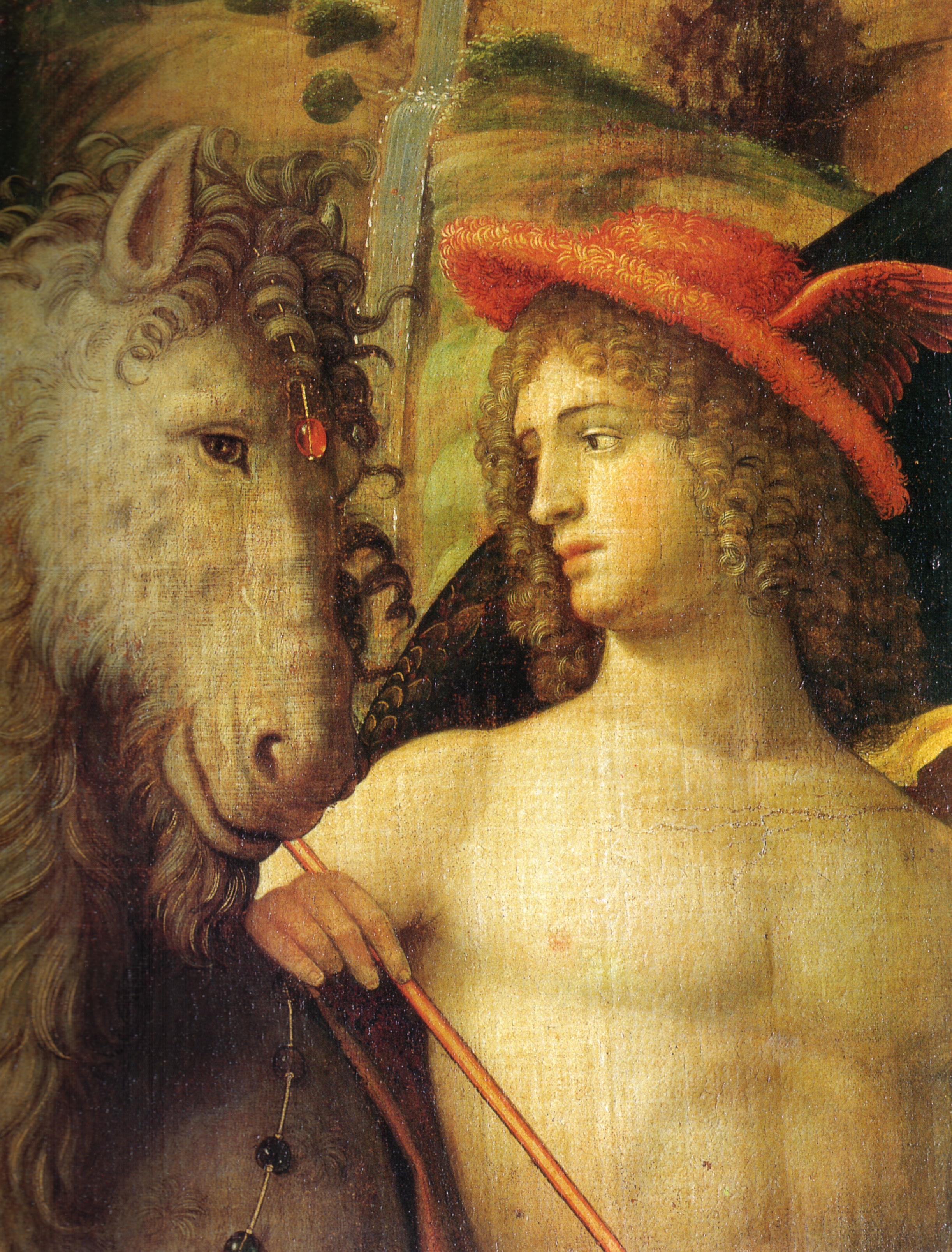
ペガサスとメルクリウス (部分)

アーチの下の空き地にはリラを弾いているアポローンがいる。9人のミューズが踊っており、それは普遍的な調和の寓意である。右側の翼のある馬ペガサスの蹄が地面に触れると、ヘリコン山の滝となる泉が生まれるが、その滝は背景に見ることができる。ミューズは伝統的には森の中で踊るものである、そのため『パルナッソス (山)』という伝統的な絵画の題名は誤りである。
ペガサスの横には、伝統的な翼のある帽子を被り、ケーリュケイオン (ヘビが巻き付いた翼のある杖) を持ち、伝令の靴を履いたメルクリウスがいる。彼は、ウェヌスとマールスという2人の不倫者を保護するためにこの場にいる。

## イザベラのストディオーロのほかの絵画 (すべてルーヴル美術館蔵)
- ロレンツォ・コスタ 『イザベラ・デステ戴冠の寓意（英語版）』
- ロレンツォ・コスタ『コムスの支配（英語版）』
- マンテーニャ『美徳の勝利』
- ピエトロ・ペルジーノ『愛欲と純潔の戦い』